# Черняк, Илья Игоревич
Илья Игоревич Черняк (бел. Ілья Ігаравіч Чарняк; род. 19 мая 2002, Ерёмино, Гомельская область) — белорусский футболист, нападающий клуба «Широки-Бриег». Выступал в национальной сборной Беларуси.

## Карьера

### «Шахтёр» Солигорск

#### Аренда в «Динамо» II Загреб
Начинал заниматься футболом в гомельской СДЮШОР-8. Первым тренером был Олег Иванович Раков. Позже перебрался в академию «Гомеля». В 2019 году стал выступать за дублирующий состав гомельского клуба. В 2020 году перешёл в солигорский «Шахтёр», где продолжил выступать за дублирующий состав, также несколько раз попав в заявку на матчи основной команды. В феврале 2021 года на правах арендного соглашения присоединился ко второй команде загребского «Динамо». Дебютировал за клуб 21 февраля 2021 года в матче против сплитского клуба «Хайдук II», выйдя на замену на 57 минуте. Затем продолжил выступать за клуб, вместе с которым провёл половину нового сезона, однако результативными действиями не отличился. В январе 2021 года покинул клуб по окончании срока арендного соглашения.

#### Сезон 2022
В начале 2022 года начал готовиться к новому сезону с основной командой солигорского «Шахтёра». Новый сезон начал с поражения за Суперкубок Беларуси, где в финале 5 марта 2022 года уступили борисовскому БАТЭ, однако сам футболист остался на скамейке запасных. Дебютировал за клуб 16 апреля 2022 года в матче против борисовского БАТЭ, выйдя на поле в стартовом составе. Первым результативным действием за клуб отличился 22 апреля 2022 года в матче против гродненского «Немана», отдав голевую передачу. Дебютным забитым голом за клуб отличился 28 мая 2022 года в матче против «Витебска». В июле 2022 года вместе с клубом отправился на квалификационные матчи Лиги чемпионов УЕФА. Свой дебютный матч в рамках еврокубкового тура сыграл 11 августа 2022 года против румынского клуба ЧФР Клуж, по итогу вылетев из квалификаций Лиги конференций УЕФА. Своим первым дублем за клуб отличился 11 сентября 2022 года в матче против «Гомеля». По итогу сезона вместе с клубом стал победителем чемпионата. На протяжении сезона выступал за клуб в роли одного из ключевых игроков, отличившись 7 забитыми голами и 6 голевыми передачами. В феврале 2023 года покинул клуб.

#### Аренда в «Ахмат»
В феврале 2023 года проходил просмотр в российском клубе «Ахмат». Официально на правах свободного агента присоединился к грозненскому клубу 7 февраля 2023 года, подписав контракт до конца сезона с опцией продления на 3 года. Дебютировал за клуб 11 марта 2023 года в матче против московского «Локомотива», выйдя на замену на 89 минуте. Однако закрепиться в основной команде клуба у футболист не вышло, проведя за сезон всего лишь 3 матча во всех турнирах, результативными действиями не отличившись. По итогу сезона вместе с клубом завершил чемпионат на итоговом пятом месте в турнирной таблице. Позже также стало известно, что футболист выступал за российский клуб на правах арендного соглашения. В июне 2023 года покинул клуб по окончании срока действия арендного соглашения.

### «Каспий»
В июле 2023 года на правах свободного агента присоединился к казахстанскому клубу «Каспий», подписав контракт до конца июня 2024 года. Дебютировал за клуб 16 июля 2023 года в матче против «Жетысу», выйдя на поле в стартовом составе. Первым результативным действием за клуб отличился 5 августа 2023 года в матче против клуба «Аксу», отдав голевую передачу. Своим дебютным забитым голом за клуб отличился 23 сентября 2023 года в матче против «Кайсара». По итогу сезона вместе с клубом завершил чемпионат на итоговом последнем месте, вылетев в Первую лигу. На протяжении сезона выступал за клуб в роли одного из основных игроков, отличившись забитым голом и 2 результативными передачами. В ноябре 2023 года покинул клуб, расторгнув контракт по соглашению сторон.

### «Динамо» Минск
В ноябре 2023 года появилась информация, что футболист проходит просмотр в венгерском клубе «Диошдьёр». В январе 2023 года на правах свободного агента присоединился к минскому «Динамо». Дебютировал за клуб 2 марта 2024 года в матче за Суперкубок Беларуси, где в финале уступили жодинскому «Торпедо-БелАЗ» в серии пенальти. Первый матч в чемпионате сыграл 16 марта 2024 года против «Сморгони», выйдя на замену на 69 минуте. В полуфинале Кубка Беларуси вместе с клубом уступили гродненскому «Неману», завершив своё выступление на турнире. Однако закрепиться в основной команде минского клуба у футболиста не получилось, в мае 2024 года вообще перестав попадать в заявку на матчи. В июле 2024 года покинул клуб, расторгнув контракт по соглашению сторон.

### «Динамо-Брест»
В июле 2024 года на правах свободного агента присоединился к брестскому «Динамо», подписав контракт до конца сезона с опцией продления. Дебютировал за клуб 28 июля 2024 года в матче Кубка Беларуси против дзержинского «Арсенала», выйдя на поле в стартовом составе и отличившись дублем из голевых передач. Первый матч в чемпионате сыграл 4 августа 2024 года против «Ислочи», выйдя на замену на 76 минуте. Дебютным забитым голом за клуб отличился 10 августа 2024 года в матче против «Сморгони». По итогу  сезона вместе с клубом завершил чемпионат на итоговом четвёртом месте в турнирной таблице. На протяжении сезона выступал за клуб в роли одного из основных игроков, отличившись забитым голом и 4 голевыми передачами во всех турнирах. В январе 2025 года покинул брестский клуб по окончании срока действия контракта.

### «Уфа»
В январе 2025 года находился в распоряжении гомельского «Бумпрома», вместе с которым поддерживал форму. В феврале 2025 года находился в распоряжении борисовского БАТЭ. В феврале 2025 года появилась информация, что футболист близок к переходу в российскую «Уфу». Официально 16 февраля 2025 года присоединился к «Уфе», подписав контракт до конца сезона. Дебютировал за клуб 2 марта 2025 года в матче против песчанокопской «Чайки», выйдя на поле в стартовом составе. Дебютным забитым голом за клуб отличился 11 мая 2025 года в матче против «Урала». По итогу сезона вместе с клубом завершил чемпионат на итоговом пятнадцатом месте. На протяжении сезона выступал за клуб в роли одного из основных игроков, отличившись 2 забитыми голами. В июне 2025 года покинул клуб по окончании срока действия контракта.

### «Широки-Бриег»
В начале июля 2025 года появилась информация, что футболист присоединился к боснийскому клубу «Широки-Бриег», вместе с которым вскоре отправился на сборы. Официально 11 июля 2025 года на правах свободного агента присоединился к боснийскому клубу, подписав двухлетний контракт. Дебютировал за клуб 10 августа 2025 года в матче против «Вележа», выйдя на замену на 77 минуте.

## Международная карьера
В сентябре 2022 года был вызван в молодёжную сборную Беларуси. Дебютировал за сборную 21 сентября 2022 года против молодёжной сборной России. В марте 2024 года получил вызов в национальную сборную Беларуси. Дебютировал за сборную 26 марта 2024 года в товарищеском матче против сборной Мальты.

## Достижения
«Шахтёр» Солигорск
- Чемпион Беларуси: 2022[a]